# Heath Francis
Heath Wesley Francis (Newcastle, 16 novembre 1981) è un atleta paralimpico australiano.
Il suo braccio destro fu amputato quando aveva sette anni a seguito di un incidente nella fattoria di famiglia a Booral, nel Nuovo Galles del Sud.

## Biografia
Heath Francis è nato nel Nuovo Galles del Sud nel 1981. Ha conseguito il Bachelor of Commerce e il Bachelor of Business presso l'Università di Newcastle (2000-2007) durante la formazione presso l'Australian Institute of Sport.

### Carriera sportiva
Heath Francis ha partecipato a tre Giochi paralimpici, dal 2000 al 2008. A Sydney 2000 vince tre medaglie d'oro e una d'argento mentre ad Atene 2004 conquista tre argenti e due bronzi. A Pechino 2008, è il primo amputato di braccia a vincere lo sprint treble (medaglia d'oro nei 100, 200 e 400 metri piani) che aveva conquistato anche ai Campionati del mondo di atletica leggera paralimpica nel 2006. Sempre a Pechino fece registrare il record mondiale sui 200 e 400 metri categoria T46, che tuttora detiene.
Gli è stata conferita la medaglia dell'ordine dell'Australia nel 2000, in seguito agli ori vinti ai Giochi paralimpici. Ha ricevuto anche la medaglia dello sport australiano e la medaglia del centenario. È stato studente all'Australian Institute of Sport dal 2003 al 2010. Nel 2008, viene nominato atleta australiano dell'anno assieme al canoista Ken Wallace. Nel 2014, Francis è stato introdotto nel sentiero dei Campioni del Sydney Olympic Park Athletic Centre.

## Palmarès

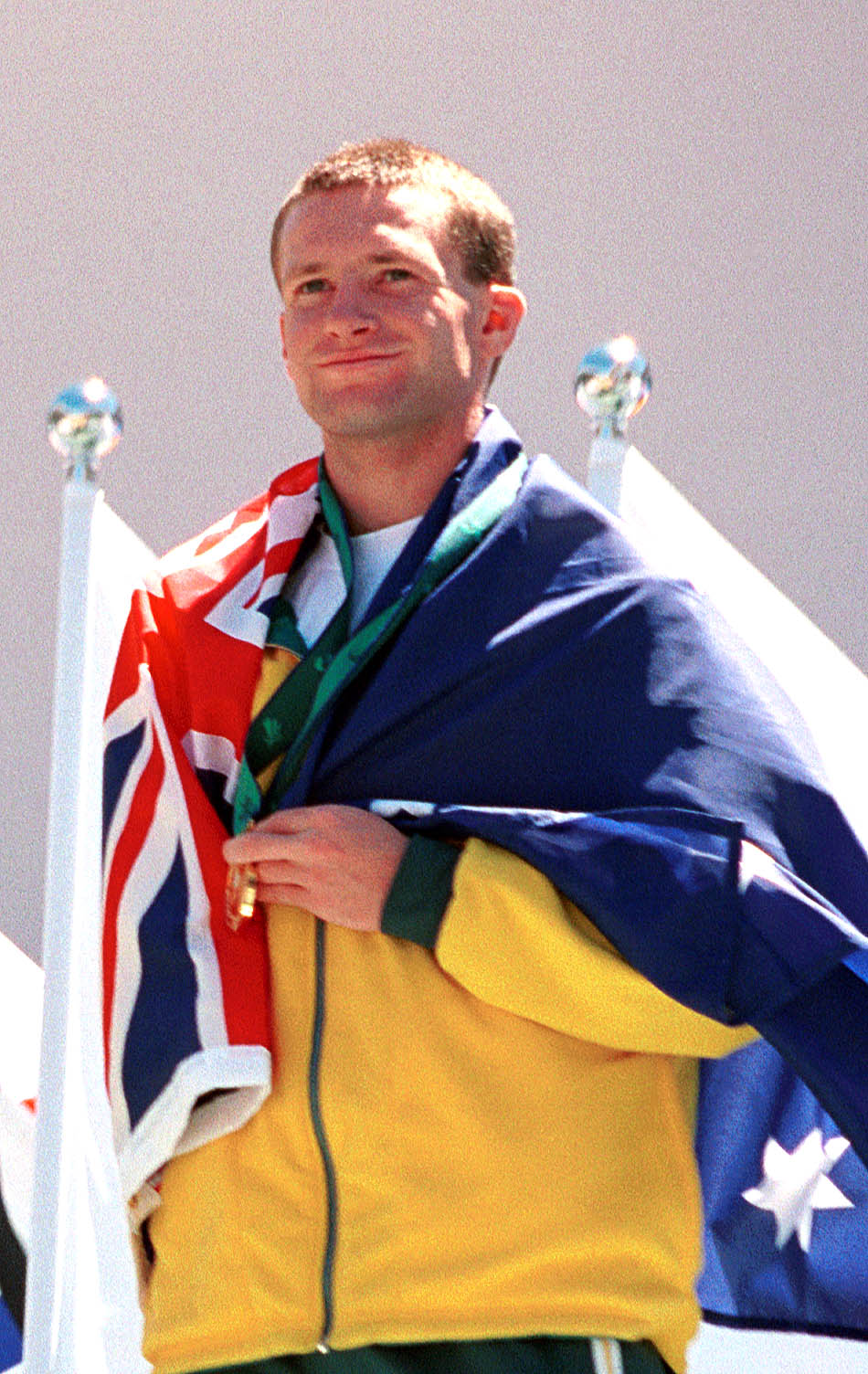
Francis, avvolto nella bandiera australiana, mostra la medaglia d'oro vinta nella staffetta 4×100 m T46 ai Giochi paralimpici di Sydney 2000

| Anno | Manifestazione          | Sede       | Evento          | Risultato | Prestazione | Note |
| ---- | ----------------------- | ---------- | --------------- | --------- | ----------- | ---- |
| 1998 | Mondiali paralimpici    | Birmingham | 4×400 m T42-46  | Oro       | 3'46"98     |      |
| 2000 | Giochi paralimpici      | Sydney     | 200 m piani T46 | Argento   | 22"38       |      |
| 2000 | Giochi paralimpici      | Sydney     | 400 m piani T46 | Oro       | 50"16       |      |
| 2000 | Giochi paralimpici      | Sydney     | 4×100 m T46     | Oro       | 43"56       |      |
| 2000 | Giochi paralimpici      | Sydney     | 4×400 m T46     | Oro       | 3'32"44     |      |
| 2002 | Mondiali paralimpici    | Lilla      | 200 m piani T46 | Argento   | 50"02       |      |
| 2004 | Giochi paralimpici      | Atene      | 100 m piani T46 | Argento   | 11"09       |      |
| 2004 | Giochi paralimpici      | Atene      | 200 m piani T46 | Bronzo    | 22"73       |      |
| 2004 | Giochi paralimpici      | Atene      | 400 m piani T46 | Argento   | 48"72       |      |
| 2004 | Giochi paralimpici      | Atene      | 4×100 m T42-46  | Bronzo    | 44"03       |      |
| 2004 | Giochi paralimpici      | Atene      | 4×400 m T42-46  | Argento   | 3'33"55     |      |
| 2005 | Europei paralimpici     | Espoo      | 200 m piani T46 | Oro       | 22"37       |      |
| 2005 | Europei paralimpici     | Espoo      | 400 m piani T46 | Oro       | 49"28       |      |
| 2006 | Giochi del Commonwealth | Melbourne  | 200 m piani T46 | Oro       | 22"96       |      |
| 2006 | Mondiali paralimpici    | Assen      | 100 m piani T46 | Oro       | 11"15       |      |
| 2006 | Mondiali paralimpici    | Assen      | 200 m piani T46 | Oro       | 22"32       |      |
| 2006 | Mondiali paralimpici    | Assen      | 400 m piani T46 | Oro       | 49"40       |      |
| 2008 | Giochi paralimpici      | Pechino    | 100 m piani T46 | Oro       | 11"05       |      |
| 2008 | Giochi paralimpici      | Pechino    | 200 m piani T46 | Oro       | 21"74       |      |
| 2008 | Giochi paralimpici      | Pechino    | 400 m piani T46 | Oro       | 47"69       |      |
| 2008 | Giochi paralimpici      | Pechino    | 4×100 m T42-46  | Bronzo    | 45"80       |      |